# Österavan, Ångermanland
Österavan är en sjö i Nordmalings kommun i Ångermanland och ingår i Lögdeälven-Husåns kustområde. Österavan ligger i Kronören Natura 2000-område.